# Ramón Arosa
Ramón Antonio Arosa (Buenos Aires, 25 de mayo de 1931- ibidem, 4 de julio de 2025) fue un militar argentino perteneciente a la Armada con el grado de almirante, hasta su retiro. Fue jefe del Estado Mayor General de la Armada (JEMGA) desde el 16 de diciembre de 1983 hasta su relevo el 14 de julio de 1989.

## Educación
Ramón Arosa, antes de ingresar a la Escuela Naval Militar, realizó tanto los estudios primarios como secundarios en el Colegio Ward, en el cual se destacó por su marcada afinidad a la literatura.

## Carrera militar en la Armada de la República Argentina
Una vez finalizados sus estudios secundarios Arosa ingresó a la Escuela Naval Militar el día lunes 27 de enero de 1947 como cadete de primer año y egresó de la misma con el rango de guardiamarina con el mejor promedio de aptitud militar de la promoción 79 de dicha academia de formación militar el 5 de diciembre de 1952. Entre sus compañeros de promoción, se destacó el guardiamarina Eduardo Osvaldo Invierno, quien tendría un rol preponderante durante el Proceso de Reorganización Nacional.

### Su desempeño como oficial subalterno
Una vez egresado como guardiamarina fue enviado a cumplir funciones de defensa aérea en el crucero ARA General Belgrano (C-4) hasta el año 1955. En 1955 asciendió a teniente de corbeta y fue designado a la Central de Informaciones de Combate y realizó un curso de especialización en Comunicaciones. A fines de 1957 asciendió a Teniente de Fragata y entre 1958 y 1959 fue enviado al destructor ARA Santa Cruz desempeñándose como jefe de la Central de Informaciones de Combate. Ya en 1960 fue enviado como oficial instructor al buque escuela ARA Bahía Thetis. En 1961 logró su ascenso a Teniente de Navío y fue designado ayudante del comandante de la Armada. Desde 1962 a 1965 prestó sus servicios en el portaaviones ARA Independencia (V-1), en 1965 fue trasladado a la Escuela Naval Militar para servir de jefe del año preparatorio hasta lograr otro ascenso.

### Su desempeño como oficial jefe
En 1966, ostentando el rango de capitán de corbeta, fue nombrado comandante del yate "Tecuara" y del yate "Itatí" y también se desempeñó como ayudante del Secretario de Estado de Marina. Al siguiente año, en la Escuela de Guerra Naval, egresó en el primer lugar por orden de mérito del curso de Comando y Estado Mayor (que a futuro le permitiría lograr ascensos dentro del almirantazgo). Hacia 1968 cumplió funciones en la Jefatura de la División Armamento de Personal Subalterno hasta fines del mes de septiembre, y posteriormente pasó a prestar servicios en portaaviones ARA Veinticinco de Mayo. Desde finales de 1970 hasta el mes de febrero de 1971 fue el comandante del Aviso Thompson, y hasta principios de 1972 fue segundo Jefe del Centro de Instrucción y Adiestramiento en Operaciones. En 1972 logró ascender al rango militar de Capitán de Fragata revistó en el Estado Mayor de la Flota de Mar desempeñándose al frente de la jefatura de la División Central de Informaciones de Combate y Guerra Electrónica, y ulteriormente en 1973 en la jefatura de la División Evaluación y Adiestramiento. Luego entre los años 1974 y 1975 prestó servicios como jefe del Centro de Instrucción y Adiestramiento en Operaciones y hacia 1975 fue nombrado jefe de la subjefatura Instrucción y Adiestramiento de la Base Naval. Ya en 1976 fue nombrado comandante del destructor ARA Almirante Storni. A finales de ese año lograría un nuevo ascenso.

### Su desempeño como oficial superior
Luego de ascender a fines de 1976 a capitán de navío en 1977 cumpliría funciones, en la sección de economía, dentro del Estado Mayor Especial del comandante en jefe de la Armada hasta poco después de fines de junio de 1978. Luego realizó un curso desde julio de 1978 hasta el mes de agosto del siguiente año en el Colegio Interamericano de Defensa en los Estados Unidos. Luego, hasta finales de enero de 1980 estuvo al frente del Departamento Operaciones del Comando de Operaciones Navales y posteriormente cumpliría funciones en la Jefatura del Estado Mayor de la Flota de Mar. Llegó a la comandancia de la División Corbetas de la Flota de Mar en 1981 y en 1982, ya ascendido en año anterior a Contralmirante, cumpliría funciones hasta luego de la finalización de la Guerra de las Malvinas en la Subsecretaría General Naval, y desde allí hasta el regreso de la democracia en Argentina en diciembre de 1983 se desempeñó como jefe de la Casa Militar de la Presidencia de la Nación.

#### Su arribo a la comandancia de la Armada Argentina
Ramón Arosa se destacó por ser el primer comandante de la Armada de la República Argentina desde el retorno de la democracia en Argentina el 10 de diciembre de 1983. El anterior jefe de la fuerza naval, el Almirante Rubén Franco, había pasado a retiro el día sábado 10 de diciembre de 1983, el mismo día en que se produjo la asunción de Raúl Ricardo Alfonsín a la Presidencia de la Nación Argentina. El flamante presidente nombró al Contralmirante Arosa al frente de la comandancia de la Armada Argentina el día viernes 16 de diciembre de 1983.
El 31 de diciembre de 1983, ya siendo jefe del Estado Mayor General de la Armada fue promovido al rango de vicealmirante y el 24 de abril de 1988 ascendió al grado de almirante.
Tras la asunción del nuevo presidente, Carlos Menem, el viernes 14 de julio de 1989 dejó de desempeñarse al frente de la Jefatura del Estado Mayor General de la Armada de la República Argentina, ascendiendo a Almirante y ocupando su lugar Jorge Osvaldo Ferrer, y pasó a retiro el 1 de febrero del año siguiente.

## Condecoraciones
- Mérito Naval
- Servicios Distinguidos
- Orden de Tamandaré
- Países que lo condecoraron por Mérito Naval:
- España
- Francia
- Italia
- Alemania
- Yugoslavia
- Hungría
- Estados Unidos
- México
- Perú
- Chile

## Obras publicadas
Luego de pasar a retiro, Ramón Antonio Arosa se ha dedicado a escribir libros que tratan más que nada de anécdotas y reflexiones obtenidas luego de su desempeño al frente de la Armada Argentina:
- “Pinceladas Marineras” (2000)[3]
- “De Constitución a Retiro” (2008)[3]
- “Burbujas Marineras” (2008)[3]